# Johanna Ringbom
Thyra Elin Johanna Ringbom, född 12 juli 1948 i Helsingfors, är en finländsk skådespelare. 

## Biografi
Ringbom studerade 1969–1973 vid Svenska teaterskolan i Helsingfors, därtill sång och musikteater för Gisela May. Hon var 1974–1981 och 1983–1990 engagerad vid Svenska Teatern i Helsingfors, 1981–1983 vid Lilla Teatern där och 1990–2004 vid Åbo svenska teater. Hon har gjort temperamentsfulla och starka roller bland annat som Maggie i Augustidansen, som Kate i Kiss Me Kate, som den neurotiska Phyllis i Feta män i kjol och Maureen i Drottningen av Leenane. Hon medverkade i TV-serierna Din vredes dag (1991) och Tjockare än vatten (2014).
Framgången på Åbo svenska teater 1991 med monologen och "jämlikhetskomedin" Shirley Valentine (i Erik Pöystis regi) som blev mycket efterfrågad också till föreningar och fester, uppmuntrade henne att 2000 grunda sin egen Teater Josefina, som turnerar och frispråkigt tar upp brännbara ämnen ur främst kvinnlig synvinkel. Hon är själv oftast både manusförfattare och skådespelare. Repertoaren hittills har behandlat allt från klimakteriet och bångstyriga tonåringar till samlevnadsproblem och ensamhet. 
Ringbom har uppträtt som sångartist både på scen och i personligt färgade sångprogram. Hon har varit aktiv i bland annat Finlands svenska skådespelarförbund som vice ordförande 1975–1976 och styrelsemedlem 1981–1983.